# Christian Domke
Christian Domke (* 24. Februar 1978 in Rüsselsheim) ist ein ehemaliger deutscher Hockeyspieler. Er war 2003 Weltmeister in der Halle sowie 2001 und 2003 Europameister in der Halle.

## Sportliche Karriere
Christian Domke absolvierte 85 Einsätze in den verschiedenen Jugendauswahlmannschaften des Deutschen Hockey-Bunds. Sein größter Erfolg war der Sieg bei der Junioreneuropameisterschaft 1998.
In der deutschen Nationalmannschaft in der Erwachsenenklasse wirkte Christian Domke zwischen 1996 und 2005 in insgesamt 63 Länderspielen mit, 29 davon in der Halle. Aufgrund diverser Muskelverletzungen konnte sich der Mittelfeldspieler nie für eine längere Zeit in der Nationalmannschaft halten. Seine größten Erfolge waren die Titel bei den Hallenhockey-Europameisterschaften 2001 und 2003 sowie bei der Hallenhockey-Weltmeisterschaft 2003. Im Januar 2003 siegte Domke mit der deutschen Mannschaft, in der auch sein Bruder Oliver Domke stand, bei der Hallenhockey-Europameisterschaft. Im Februar siegte die deutsche Mannschaft bei der ersten Hallenhockey-Weltmeisterschaft in Leipzig, wobei Christian Domke im Finale gegen Polen nach drei Minuten der erste Treffer gelang, Oliver Domke erzielte die beiden letzten Treffer zum 7:1-Endstand.
Christian Domke spielte während seiner gesamten sportlichen Laufbahn, die erst 2016 endete, für den Rüsselsheimer Ruder-Klub 08. 2008 wurde Rüsselsheim Deutscher Meister im Hallenhockey, 2009 gewann die Mannschaft mit den Brüdern Domke vor heimischem Publikum den Hallen-Europapokal.